# Apertura de sesiones ordinarias del Congreso de la Nación Argentina de 2024

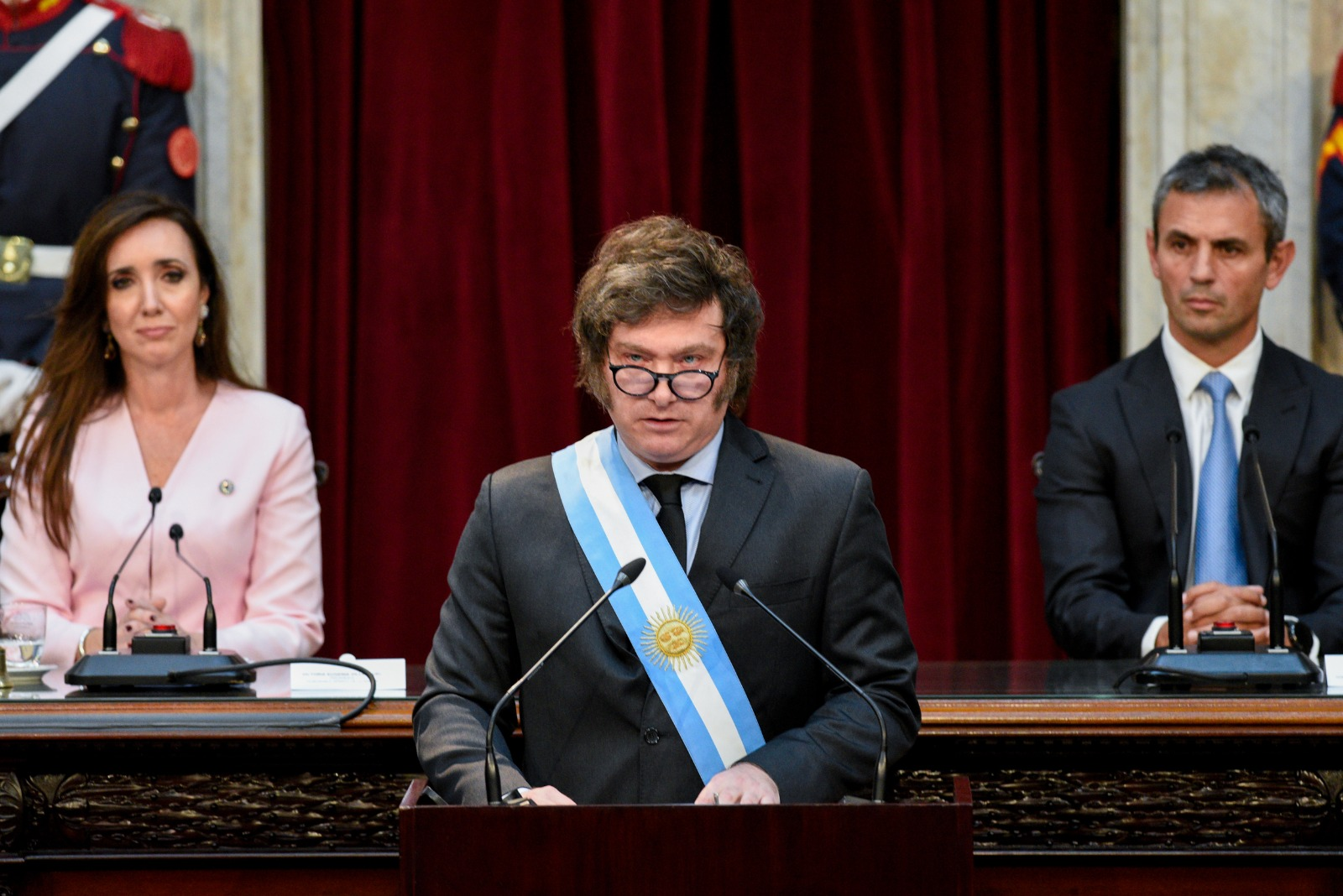
El presidente de la Nación Argentina, Javier Milei, en la apertura de sesiones ordinarias.

La apertura de las sesiones ordinarias del Congreso de la Nación Argentina de 2024 tuvo lugar el 1 de marzo de 2024. Fue un discurso pronunciado por el presidente Javier Milei en el Congreso de la Nación Argentina.

## Organización
La seguridad estaba a cargo de la policía federal, la policía de Buenos Aires y la casa militar (el grupo militar encargado de la seguridad del presidente de la Nación Argentina). Las calles aledañas y aledañas al Palacio del Congreso de la Nación Argentina fueron cerradas a las 17:30 horas. Aunque no se encuentran en las inmediaciones, hubo operativos de seguridad en la Av. Corrientes, Leandro N. Alem, Paseo Colón, Junín y Belgrano.La Línea A del Subte de Buenos Aires, que circula por debajo del edificio del Congreso, tuvo servicio limitado durante la ceremonia.
El jefe de Gobierno Jorge Macri inauguró las sesiones ordinarias de la Legislatura de la Ciudad Autónoma de Buenos Aires ese mismo día, a las 09:00 horas. Estaba previsto que también hiciera lo mismo el gobernador de la provincia de Buenos Aires, Axel Kicillof, pero trasladó la ceremonia local para el lunes siguiente.
Milei salió de la Casa Rosada a las 20:35 y viajó al Congreso con la mayor parte de su gabinete. Fue recibido por la vicepresidenta Victoria Villarruel y el presidente de la Cámara de Diputados, Martín Menem.

## Discurso y contenido

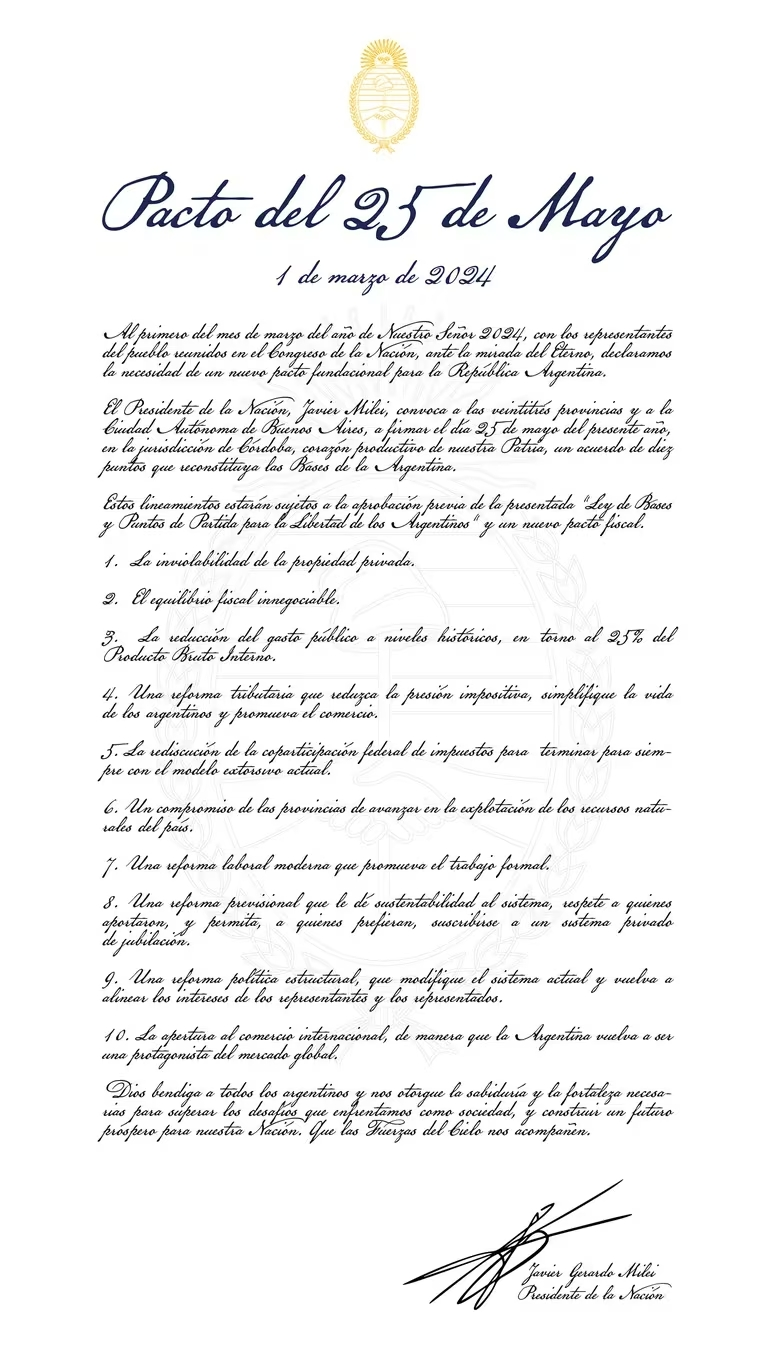
Texto manuscrito del Pacto de Mayo.

Contrariamente a la tradición, la ceremonia se celebró a las 21:00 horas, en lugar de al mediodía. Según el portavoz presidencial Manuel Adorni, la ceremonia se realizó fuera del horario laboral habitual que era al mediodia. La ceremonia fue transmitida por cadena nacional.
En el discurso Milei criticó la presidencia de Alberto Fernández. También criticó a los sindicatos. Prometió tomar medidas contra los grupos políticos dominantes, como eliminar las pensiones privilegiadas para presidentes y vicepresidentes.
También advirtió que, incluso si el Congreso no aprobara los proyectos de ley que propuso, implementaría las políticas  de todos modos, y que gobernaría mediante por decreto 
Respecto a ley ómnibus que el Congreso había rechazado el mes anterior opino que volvería a insistir con ella en marzo. Dijo: «No daremos marcha atrás, vamos a seguir adelante. [...] Ya sea por ley, por decreto presidencial o modificando reglamentos. Vamos a cambiar el país para siempre... con o sin el apoyo de dirigentes políticos, con todos los recursos legales del ejecutivo».
Milei inició su gobierno implementando enormes medidas de austeridad fiscal, reduciendo el gasto estatal. Durante el discurso propuso sanciones para cualquiera, incluso el presidente de Argentina, que autorice financiar el déficit fiscal imprimiendo dinero. Dijo que «si no cambiamos el modelo económico desde la raíz, entonces la Argentina no tiene futuro».
También propuso el «Pacto del 25 de Mayo» (llamado así por el día del surgimiento de la Primera Junta, el primer gobierno nacional de Argentina), con diez premisas básicas que los gobernadores de las provincias fueron invitados a acordar y apoyar proyectos de ley relacionados que buscarían implementar reformas. También propuso modificar el actual sistema que distribuye el dinero de los impuestos entre el gobierno federal y el provincial. Las propuestas son:
1. La inviolabilidad de la propiedad privada.
2. El equilibrio fiscal no negociable.
3. La reducción del gasto público a niveles históricos, en torno al 25% del Producto Interno Bruto.
4. Una reforma tributaria que reduzca la presión tributaria
5. La rediscusión sobre el reparto de impuestos federales.
6. Un compromiso de las provincias para avanzar en la explotación de los recursos naturales del país.
7. Una reforma laboral.
8. Una reforma previsional que dé sostenibilidad al sistema, e implementar un sistema privado de jubilación.
9. Una reforma política estructural que modifique el sistema actual.
10. La apertura al comercio internacional, para que la Argentina vuelva a ser protagonista en el mercado global.

## Respuestas
El discurso provocó protestas fuera del Congreso. Varias organizaciones piqueteras y grupos de izquierda organizaron manifestaciones en el Congreso, al momento del discurso de Milei. Gabriel Solano dijo: «Allí estaremos con una gran manifestación y un cacerolazo masivo para manifestar nuestro rechazo a este plan de guerra que libra el gobierno contra la clase trabajadora». La ministra de Seguridad, Patricia Bullrich, informó que recibieron 800 denuncias de personas obligadas a sumarse a esas manifestaciones, y que algunos de ellos fueron instruidos a asistir munidos con palos y saltar los perímetros de seguridad.